# Mainau

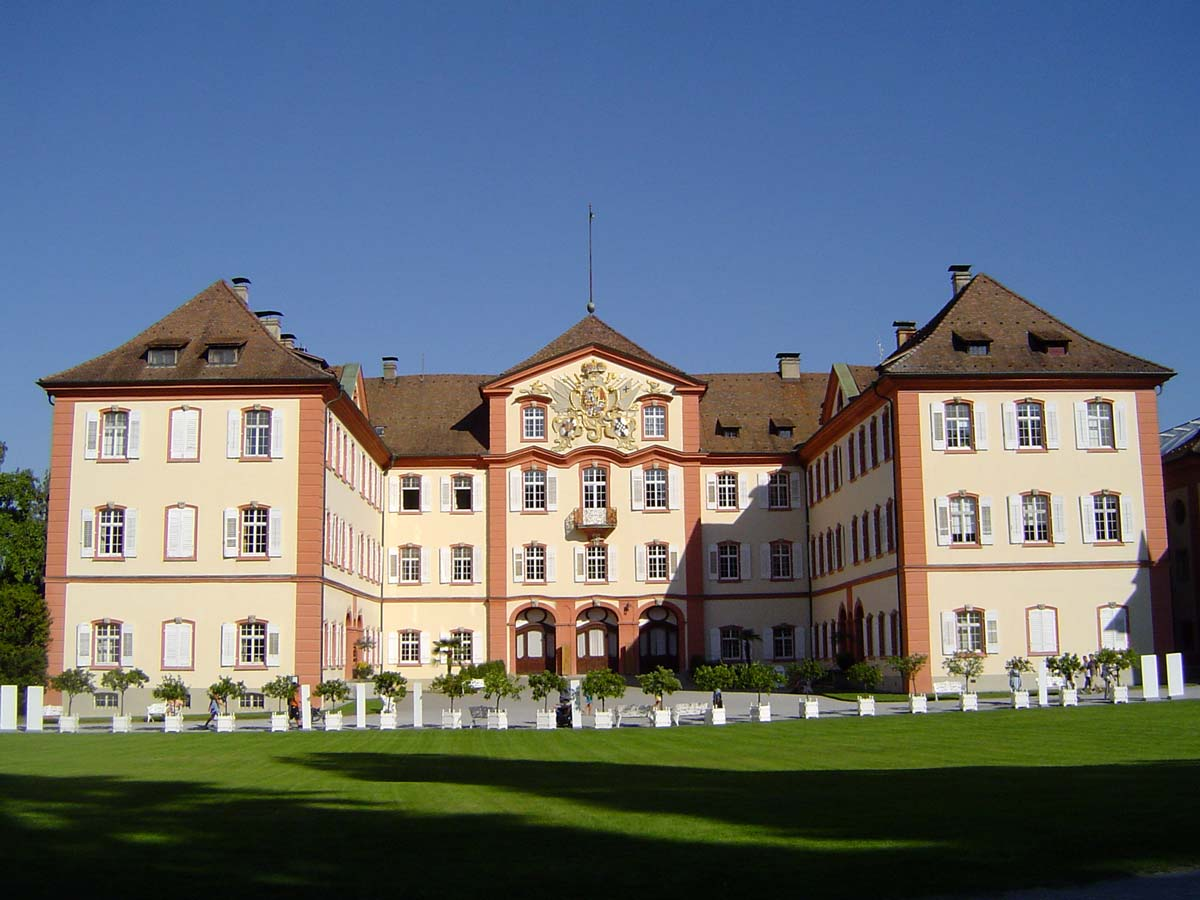
El palacio barroco que corona la isla.

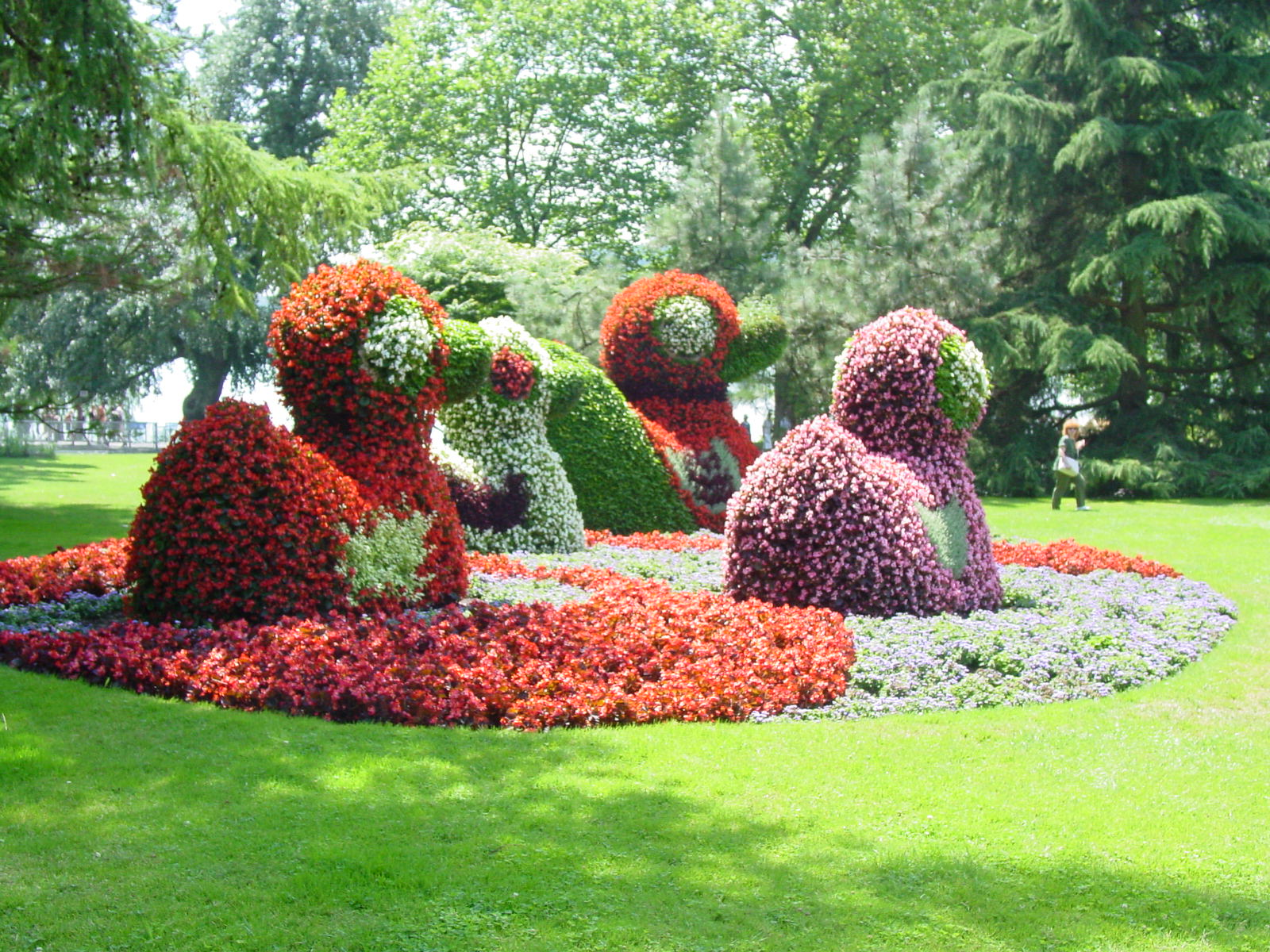
Flores de la isla.

Mainau es una isla de Alemania, localizada en el lago de Constanza y, más precisamente, en la parte noroccidental conocida como lago de Überlingen (Überlinger See). La isla está conectada por el sur con la tierra firme mediante un puente. 
Mainau pertenece al partido municipal de la ciudad de Constanza.